# Lieutenant Mac Fly
Lieutenant Mac Fly est une série de bande dessinée humoristique créée par Fred Duval et Jean Barbaud.

## Albums
- Delcourt, coll. « Humour de rire » :

1. Que l'Air Force soit avec vous ! (1999) [1]
2. Mach 2 (2001)
3. Le Fou mandchou (2003)

## Personnages récurrents
- Mac Fly : le héros malheureux de la série, quatrième génération de pilotes au sein de l'US Air Force, lui est ses trois aïeuls totalisent la bagatelle de 500 crashs ! Ce brave garçon est toujours désigné volontaire par son supérieur lorsqu'il est question de mission qui risque de mal se terminer, ce qui ne lui a pas empêché d'atteindre le grade de Premier-lieutenant (on se demande bien comment il est arrivé là...). Il a servi sur F-16 Fighting Falcon durant la 1er guerre du Golfe.

- Burt : c'est l'ami et néanmoins ailier de Mac Fly. Son grade et les détails de sa vie privée nous sont inconnus. Ce fervent supporteur des 49ers de San Francisco répond toujours présent à son meilleur ami, qu'il faille le sortir de l'enfer du Midwest ou qu'il s'agisse de tester un F-16 transformé en dragster...

- Le colonel Linebacker : le supérieur direct de nos deux larrons. Ce vétéran de la Guerre du Viêt Nam, lui aussi fan des 49ers, ne pourrait pas l'ombre d'un instant imaginer de manquer la finale annuelle du Super Bowl, même s'il doit pour ça risquer la cour martiale ! Il n'est pas tous les jours rose d'être le commandant de la base de Hellis, et le brave homme frôlera régulièrement l'infarctus. Petit détail : il est le parrain de Mac Fly !

- Le professeur Bilporte : un loufoque inventeur de gadgets tous plus loufoques les uns que les autres ! N'a-t-on pas idée d'installer un lecteur de CD à commande vocale dans un F-16 ? Surtout lorsque son pilote, afin de récupérer le disque, donne l'ordre Eject !

- Belinda : la pulpeuse assistante du professeur Bilporte en pince pour notre valeureux lieutenant.

- La jolie infirmière : Mac Fly est fou amoureux de cette jeune fille, au point de la représenter en Nose art, mais celle-ci ne ressent absolument rien pour cet éternel gaffeur ! Et la pauvre est amenée à le côtoyer à chacun de ses fréquents passages à l'infirmerie faisant suite aux nombreux crashs.

- Mama : la tenancière du mess des pilotes, c'est en quelque sorte la confidente de Mac Fly et de ses collègues.

- Les Raptors : ces extra-terrestres à l'apparence de T. rex vont tout tenter pour coloniser notre planète. Mais Mac Fly veille et contrecarrera, parfois bien malgré lui, leurs funestes projets !

- La famille Mac Fly :
  - Grand'Grand'Pa a piloté des Nieuport 28 au-dessus de l'Allemagne durant la Première Guerre mondiale ;
  - Grand'Pa servit sur P-47 Thunderbolt au cours de la Seconde Guerre mondiale ;
  - Pa : est le seul Mac Fly à avoir perdu sa guerre : pilote sur F-4 Phantom lors de la Guerre du Viêt Nam, il a eu comme navigateur un certain Linebacker...

## Les avions
Sont représentés, dans le désordre, tout au long de la série : 
- F-16 Fighting Falcon
- F-117 Nighthawk
- Northrop Tacit Blue
- Boeing P-12
- P-51 Mustang
- F-5 Tiger
- Spad XIII
- P-38 Lightning
- F-22 Raptor
- A-10 Warthog
- Lockheed U-2R
- X-31
- H-60 Black Hawk
- F-15 Eagle
- Nieuport 17
- F-4 Phantom
- Nieuport 28
- P-47 Thunderbolt
- F-105 Thunderchief
- X-32 JSF
- EF-2000 Eurofighter
- Mig 29 Fulcrum
- Douglas A-1 Skyraider
- un planeur furtif
- P-3 Orion
- MiG-15
- Hawker Siddeley Harrier

## Lien
- lt.macfly.free.fr : tout sur le Lieutenant Mc Fly et les dessins de Jean Barbaud